# Бриер, Элизабет
Элизабе́т Брие́р (фр. Élisabeth Brière; род. 1968, Квебек) — канадский политический и государственный деятель, член Либеральной партии Канады. Министр по делам ветеранов (2025), министр национальных доходов (с 2024, в 2025 году — министр, ответственный за Агентство национальных доходов).

## Биография
21 октября 2019 года по итогам парламентских выборов Элизабет Бриер победила в квебекском избирательном округе Шербрук, который с 1984 года контролировала Новая демократическая партия. Бриер получила на 600 голосов больше чем обладатель мандата Пьер-Люк Дюссо.
20 декабря 2024 года премьер-министр Джастин Трюдо произвёл значительные кадровые перемещения в своём правительстве, в числе прочих мер назначив Элизабет Бриер министром национальных доходов.
14 марта 2025 года при формировании правительства Карни получила портфель министра по делам ветеранов в дополнение к прежней должности, переименованной в министра, ответственного за Агентство национальных доходов.
13 мая 2025 года в ходе масштабных перестановок в Кабинете по итогам парламентских выборов исключена из состава правительства.